# Carlos Maciel
Carlos Alberto Maciel (Asuncion, 14 november 1946) is een voormalig Paraguayaans voetbalscheidsrechter. Hij was onder meer actief bij de Copa América 1989 en 1991, en bij het WK voetbal 1990, waar hij het duel tussen Zweden en Schotland leidde. Maciel was internationaal scheidsrechter van 1979 tot 1991.

## Interlands
| Datum        | Wedstrijd             | Uitslag | Competitie   | Kreeg geel | Kreeg voor de tweede keer geel en dus rood | Weggestuurd |
| ------------ | --------------------- | ------- | ------------ | ---------- | ------------------------------------------ | ----------- |
| 2 juli 1989  | Ecuador – Uruguay     | 1 – 0   | Copa América | ?          | ?                                          | ?           |
| 10 juli 1989 | Chili – Ecuador       | 2 – 1   | Copa América | ?          | ?                                          | ?           |
| 16 juni 1990 | Zweden – Schotland    | 1 – 2   | WK-eindronde | 2          | 0                                          | 0           |
| 7 juli 1991  | Uruguay – Bolivia     | 1 – 1   | Copa América | ?          | ?                                          | ?           |
| 13 juli 1991 | Colombia – Brazilië   | 2 – 0   | Copa América | ?          | ?                                          | ?           |
| 17 juli 1991 | Argentinië – Brazilië | 3 – 2   | Copa América | ?          | ?                                          | 5           |